# La Granjuela
La Granjuela település Spanyolországban, Córdoba tartományban. La Granjuela Hinojosa del Duque, Peñarroya-Pueblonuevo, Fuente Obejuna, Los Blázquez és Valsequillo községekkel határos. Lakosainak száma 414 fő (2024).

## Népesség
A település népessége az elmúlt években az alábbi módon változott:
| Lakosok száma | 500  | 498  | 501  | 508  | 518  | 482  | 486  | 461  | 432  | 414  |
|               | 2001 | 2004 | 2006 | 2009 | 2011 | 2014 | 2016 | 2019 | 2021 | 2024 |